# Соревнование (Сайнфелд)
«Соревнование» (англ. The Contest) — 51-й эпизод (11-й эпизод четвёртого сезона) ситкома «Сайнфелд» телекомпании NBC; вышел в эфир 18 ноября 1992 года. Режиссёром выступил Том Шеронес, сценарий написал Ларри Дэвид.
«Сайнфелд» — американский сериал «о четырёх невротичных жителях Нью-Йорка». В 51-м эпизоде главные герои проводят соревнование, чтобы определить, кто сможет дольше всех обходиться без мастурбации. Поскольку руководители NBC посчитали, что эта тема является неподходящей для прайм-тайм, вместо слова «мастурбация» в эпизоде используется ряд комических эвфемизмов, некоторые из которых позже стали популярными речевыми клише (в частности, англ. master of my domain — «хозяин своих владений»).
Эпизод «Соревнование» считается одним из лучших в сериале, Дэвид получил за него премию «Эмми» в номинации «Лучший сценарий комедийного сериала». В 2009 году TV Guide поместил «Соревнование» на первое место в своём списке величайших эпизодов всех времён.

## Сюжет
Джерри, Элейн и Крамер сидят в кафе, обсуждая, должны ли террористы стирать бельё заложников. К ним присоединяется опечаленный Джордж, который рассказывает, что мать поймала его за мастурбацией во время чтения журнала Glamour, из-за чего она в шоке упала и травмировала спину. Джордж заявляет, что больше никогда не будет мастурбировать, но остальные сомневаются в успехе затеи. Джерри предлагает поспорить, кто дольше продержится. К пари, несмотря на скептицизм Джерри, присоединяется и Крамер. Они договариваются поставить по сто долларов. Элейн тоже хочет участвовать, но встречает несогласие, так как она женщина и ей будет легче. В итоге, ей позволяют участвовать, при условии, что она ставит на 50 долларов больше.
Крамер терпит неудачу почти сразу после того, как видит в доме напротив обнаженную женщину. Джордж, Элейн и Джерри встречаются с искушениями. Во время посещения матери в больнице Джордж вынужден через занавеску смотреть, как привлекательная медсестра моет красивую пациентку губкой, Элейн в фитнес клубе знакомится с Джоном Ф. Кеннеди-младшим, а Джерри страдает от того, что его девушка Марла боится заниматься с ним сексом, так как является девственницей.
Участники соревнования становятся раздражительными. Джордж, Элейн и Джерри страдают от бессонницы, в то время как Крамер крепко спит и наутро рассуждает о том, что нет ничего лучше хорошего сна. Элейн делит такси с Кеннеди и он сообщает, что хочет встретиться с ней следующим вечером, говоря, что она его тип. На следующую ночь Джордж и Джерри вновь не могут заснуть. В то же время двое их друзей крепко спят. Элейн, как становится понятно, вслед за Крамером вышла из соревнования.

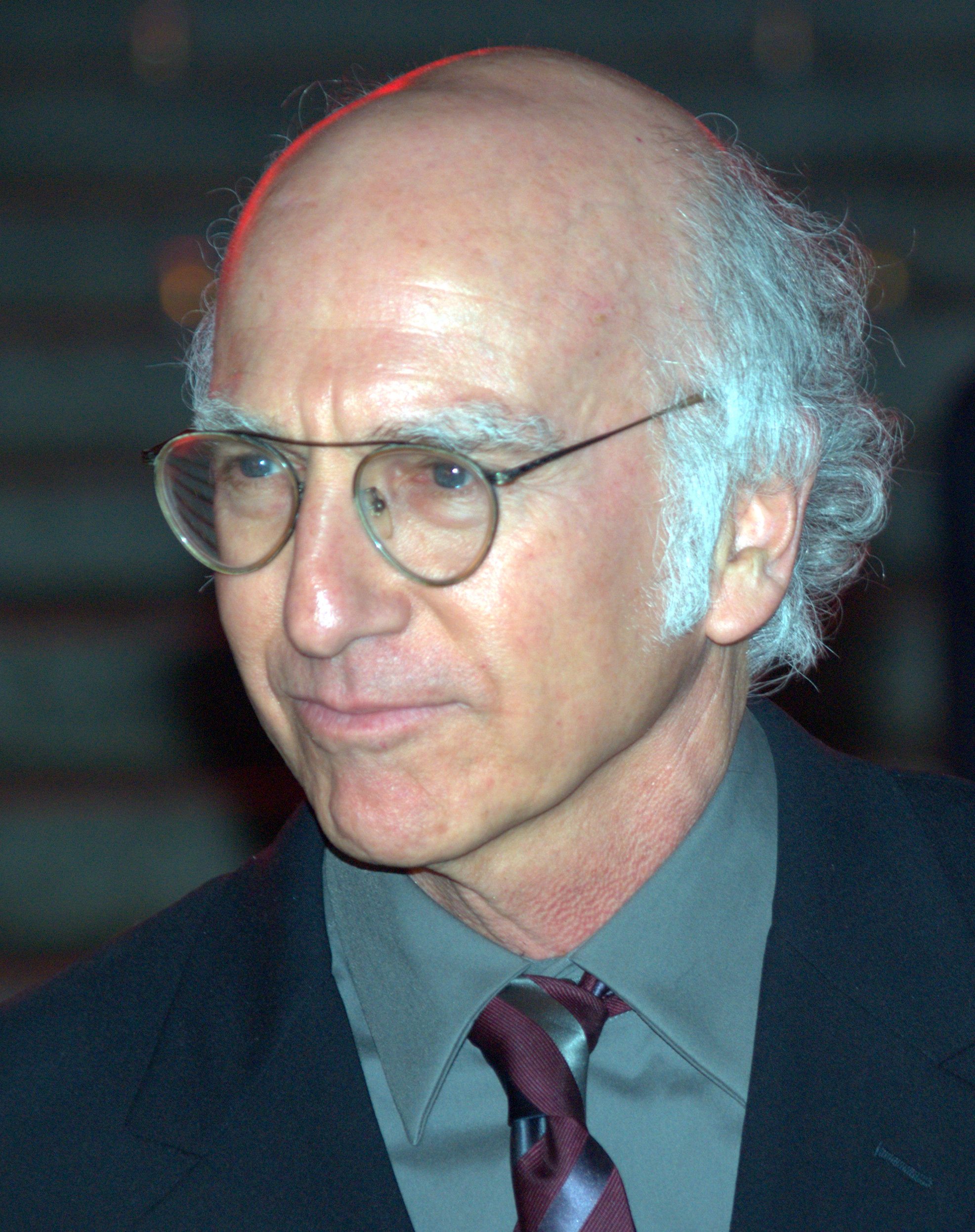
Автор эпизода Ларри Дэвид получил премию «Эмми» за лучший сценарий комедийного сериала

Вечером Элейн ждёт Кеннеди, Джордж вновь навещает мать, чтобы посмотреть на то, как медсестра моет её соседку по палате, а Джерри дома целуется с Марлой, которая говорит, что готова заняться сексом . Он рассказывает ей о конкурсе, чем приводит её в бешенство и заставляет уйти, а сам направляется к окну смотреть на обнажённую женщину. Элейн не дожидается Кеннеди, и, решив, что он не приедет, идёт к Джерри. В квартиру приходит и Джродж, который говорит, что Кеннеди всё же приехал, и не найдя Элейн, уехал вместе с заплаканной Марлой. Все трое подходят к окну, и видят в квартире обнажённой женщины Крамера, который машет им. В последнем кадре персонажей поочерёдно показывают: все крепко спят, а Крамер к тому же лежит в объятьях своей искусительницы из дома напротив. Марла же лёжа в постели с мужчиной говорит: «О, Джон! Это было великолепно!».

## Производство
Сценарий был написан Ларри Дэвидом. Кенни Крамер, сосед Ларри Дэвида и прототип одного из главных персонажей, утверждал, что Дэвид на самом деле проводил подобный конкурс, что позже было подтверждено самим Дэвидом. По его словам, конкурс продлился всего несколько дней. Дэвид рассматривал возможность использования этой идеи для эпизода сериала, но не сразу поделился идеей с Джерри Сайнфелдом, потому что считал, что для него него она окажется неприемлемой. Однако Сайнфелд не счёл идею оскорбительной. Оригинальная версия была грубее, и цензор потребовал, чтобы слово «мастурбация» не использовалось. Слово уже использовалось в эпизоде «Билет» (4 серия 4 сезона). Сайнфелд решил, что будет лучше удалить любые упоминания о том, чем на самом деле занимался Джордж.

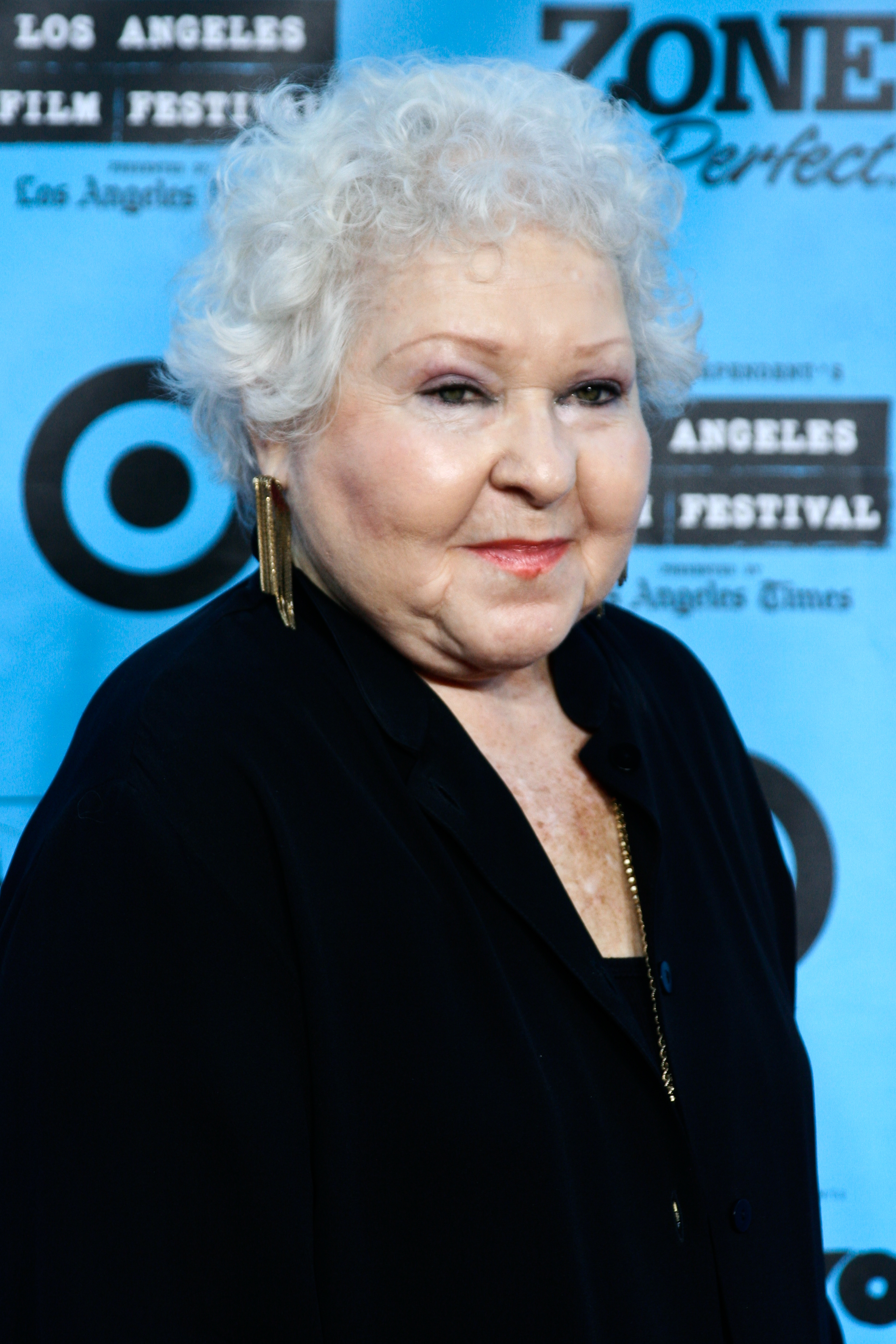
Эстель Харрис никогда не смотрела сериал до кастинга

«Соревнование» — первый эпизод, в котором фигурирует Эстель Костанза, эксцентричная мать Джорджа. Эстель Харрис, сыгравшая эту роль, ни разу не видела сериал до прослушивания; её сын рассказал ей о кастинге. Актёры и съёмочная группа высоко оценили внешнее сходство Харрис и Джейсона Александра, поскольку оно делало сериал более правдоподобным.
Рекламодатели неохотно размещали рекламу во время эпизода.

## Приём

### Рейтинг
Первая трансляция эпизода «Соревнование», которая прошла 18 ноября 1992 года, получила рейтинг Нильсена 13/19, это означает, что серию смотрели в среднем 13 % домохозяйств и 19 % всех телевизоров показывали эту серию во время трансляции. На тот момент это был лучший результат среди всех серий сезона. Тогда серию посмотрели около 18,5 миллионов человек. Повтор серии 29 апреля 1993 года принёс сериалу самый высокий на тот момент рейтинг Нильсена 20,1/30 и 28,8 миллионов зрителей, что сделало его третьей по популярности программой недели в США.
Пользовательский рейтинг серии IMDb составил по данным на ноябрь 2023 года 9,5/10.

### Отзывы
Большинство рецензентов считают «Соревнование» лучшим или одним из лучших эпизодов сериала. Джонатан Будро говорил, что «Сценарий Ларри Дэвида, получивший премию „Эмми“, ввёл в наш лексикон блестящий эвфемизм „хозяин своих владений“ и помог сериалу действительно стать телешоу, которое обязательно нужно посмотреть. Мы знаем, о чём этот эпизод, но в сценарии об этом прямо не говорится». Он также сказал, что «Соревнование» было одним из самых «неудобных» эпизодов. Донна Дорсетт комментировала отказ использовать слово «мастурбация», сказав: «Если бы это слово было использовано хотя бы один раз, шоу не было бы таким весёлым. Эпизод был совершенно безобидным». Дэвид Симс из The A.V. Club, присваивая эпизоду класс «A», отметил, что сюжет серии «развивается идеально, очень умно, никогда не грубя и даже не используя какие-либо слова, относящиеся к действию. Это делает каждую шутку намного умнее и оригинальнее». По словам Аны Кастро, эта серия стала решающим моментом, который сделал сериал более популярным. Сэм Фрагосо из Vanity fair поместил «Соревнование» на первое место среди остальных 180 серий. В 2009 году TV Guide назвал «Соревнование» величайшим эпизодом всех времён.
Используемые в эпизоде эвфемизмы стали частью американской культуры и считаются крылатыми фразами. Особенную популярность получили выражения «Хозяин своих владений» («англ. Master of my domain»), «Королева своего замка» («англ. Queen Of The Castle»), «Я выбыл» («англ. I’m Out!»).
Эпизод «Соревнование» стал источником вдохновения для шоу «Слишком горячо, чтобы с этим справиться» (англ. Too Hot to Handle), производства компаний Talkback Thames, которое выходит на стриминговой платформе Netflix, и в котором 5 молодых мужчин и женщин приезжают на виллу в поисках любви, однако не могут вступать в какие-либо физические контакты друг с другом.  По словам создателя шоу Лоры Гибсон, она подумала, что эпизод содержит отличную идею для шоу.

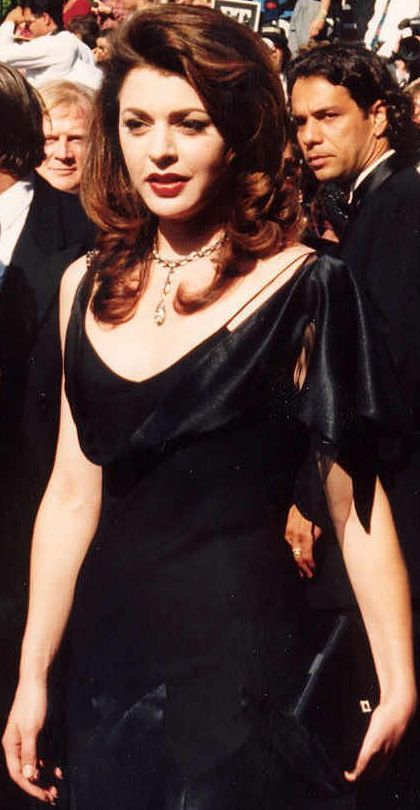
Британо-американская актриса Джейн Ливз, появившаяся в предыдущей серии «Девственница», играла роль Марлы, девушки Сайнфелда

## В ролях

### Основной состав
- Джерри Сайнфелд — Джерри Сайнфелд
- Джулия Луи-Дрейфус — Элейн Бенес
- Джейсон Александер — Джордж Костанза
- Майкл Ричардс — Крамер

### Эпизодические роли
- Эстель Харрис — Эстель Костанза
- Джейн Ливз — Марла
- Андреа Паркер — медсестра
- Илана Ливайн — Джойс, фитнес-тренер
- Рейчел Свит — Шелли, племянница Эстель

## Награды
- Премия Гильдии сценаристов США за лучший сценарий в эпизоде комедийного телесериала (Ларри Дэвид) — 1993[18]
- Премия «Эмми» за лучший сценарий комедийного сериала за этот эпизод (Ларри Дэвид) — 1993[19]
- Премия Гильдии режиссёров Америки за лучшую режиссуру — Комедийный телесериал (Том Шеронес) — 1993[20]